# Zone de secours

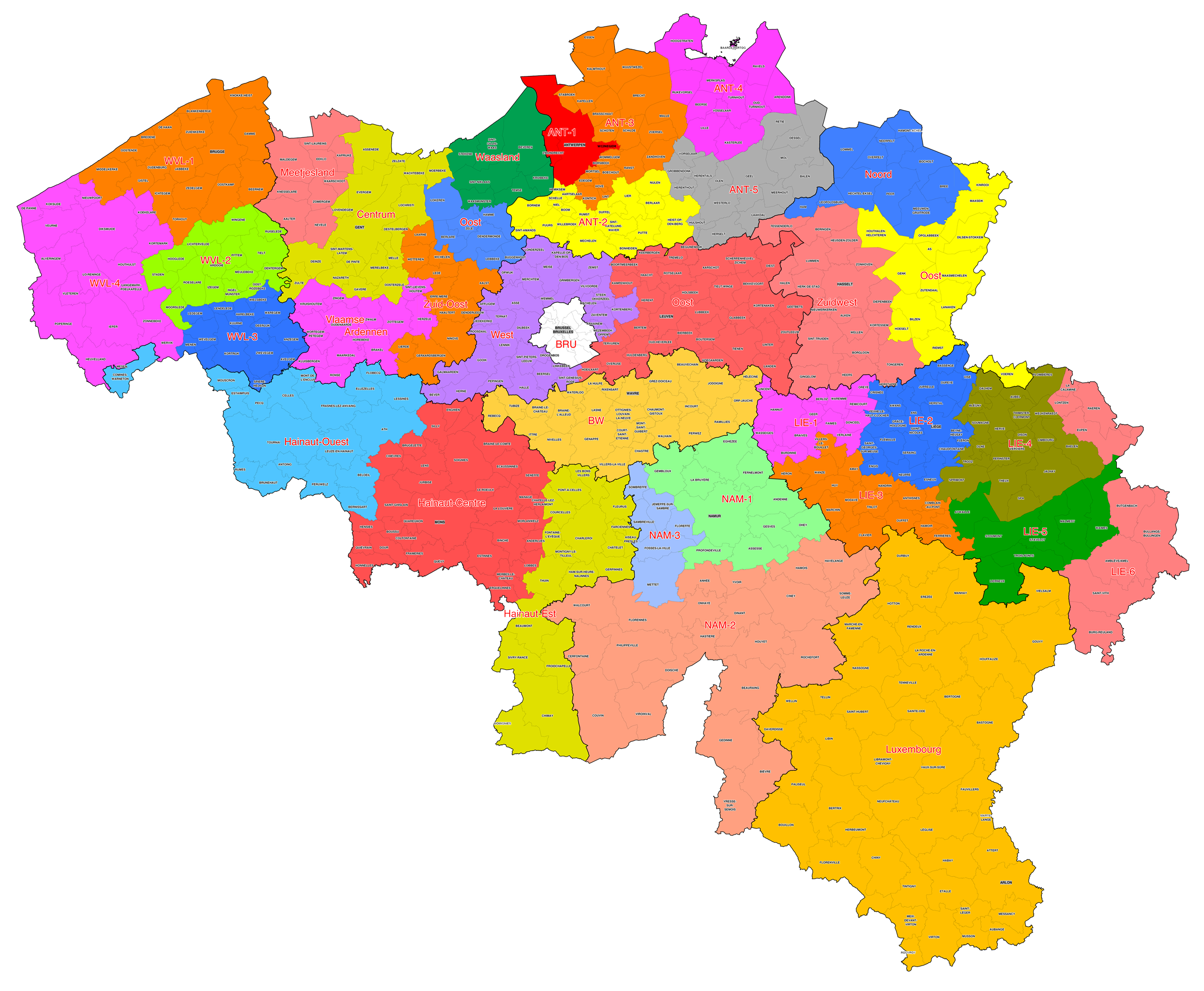
Carte des communes de Belgique réparties en zones de secours.

Les zones de secours (en néerlandais : Hulpverleningszones, en allemand: Hilfeleistungszone) sont le nom donné au regroupement des services d'incendies belges en zones géographiques, à l'instar des zones de police.
Depuis la loi du 15 mai 2007, le pays est subdivisé en 34 zones de secours, au vu de la réforme de la sécurité civile belge. Ces nouvelles zones de secours sont opérationnelles depuis 2014, mais certaines fonctionnaient d'ores et déjà en « prézones opérationnelles ». Le but de ces zones et de la réforme est de mieux coordonner les interventions des services d'incendie et des services de la protection civile (surtout en cas de renforts pour d'autres services) ainsi que d'améliorer la formation et le statut légal et juridique des agents, de répartir plus équitablement les moyens et leur financement et de créer un organisme de gestion de ces deux services: la Direction générale de la sécurité civile. Le SIAMU de Bruxelles est intégré au système en 2014 et en forme la 35e zone.

## Avant la réforme
Auparavant les communes possédaient leur propre service d'incendie ou se mettaient sous la protection du corps communal le plus proche. Il existait 251 services d'incendie en Belgique sous l'autorité du bourgmestre de la commune où ils se situent avec deux services intercommunaux faisant exception : le SIAMU de la Région de Bruxelles-Capitale et l'Intercommunale d'incendie de Liège et environs. Cela totalise plus ou moins 17 000 sapeurs-pompiers hommes ou femmes, dont 12 000 volontaires (ayant un autre travail et exerçant le métier de pompier, rémunéré, en dehors de leurs heures) et 5 000 professionnels.
Après plusieurs catastrophes ayant entraîné la mort de soldats du feu dans l'exercice de leur fonction et plus spécialement après la catastrophe de Ghislenghien survenue le 30 juillet 2004, les pompiers belges décidèrent de monter au créneau et de faire accélérer la mise en œuvre d'une réforme tant attendue surtout vu les efforts investis dans celle des services de police.

## Organisation territoriale
Le territoire belge est dès lors divisé en 34 zones de secours basées sur les frontières des provinces, chaque Province étant divisée en un certain nombre de zones selon les risques et la population à protéger (excepté la province de Luxembourg et la province du Brabant wallon qui sont sous le couvert d'une seule zone de secours représentant l’entièreté de leur territoire). Chaque zone se voit attribuer un État-major ainsi qu'un chef de zone. En 2014, le Service d'incendie et d'aide médicale urgente de la région de Bruxelles-Capitale est intégré au système et en forme la 35e zone.

## Liste des zones de secours
La région wallonne compte 14 zones de secours, dont deux couvrant l'intégralité de leur province, la région flamande compte 20 zones de secours et la région de Bruxelles-Capitale en compte une seule soit un total de 35 zones, classées ci-dessous par ordre alphabétique.
| Nom                       | Région             | Province            | Nombre de casernes | Communes protégées | État-major    |
| ------------------------- | ------------------ | ------------------- | ------------------ | --- | ------------- |
| Anvers                    | Flandres           | Anvers              | 9                  | Anvers, Wijnegem | Anvers        |
| Ardennes flamandes        | Flandres           | Flandre-Orientale   | 8                  | Audenarde, Brakel, Herzele, Horebeke, Kluisbergen, Kruisem, Maarkedal, Renaix, Hautem-Saint-Liévin, Wortegem-Petegem, Zottegem et Zwalm | Audenarde     |
| Brabant flamand Est       | Flandres           | Brabant flamand     | 8                  | Aarschot, Begijnendijk, Bekkevoort, Bertem, Bierbeek, Boortmeerbeek, Boutersem, Diest, Geetbets, Glabbeek, Haecht, Herent, Hoegaarden, Hoeilaart, Holsbeek, Huldenberg, Kampenhout, Keerbergen, Kortenaken, Landen, Léau, Louvain, Linter, Lubbeek, Oud-Heverlee, Overijse, Rotselaar, Montaigu-Zichem, Tervuren, Tielt-Winge, Tirlemont et Tremelo  | Herent        |
| Brabant flamand Ouest     | Flandres           | Brabant flamand     | 10                 | Afflighem, Asse, Beersel, Biévène, Dilbeek, Drogenbos, Pajottegem, Grimbergen, Hal, Kapelle-op-den-Bos, Kortenberg, Kraainem, Lennik, Leeuw-Saint-Pierre, Liedekerke, Linkebeek, Londerzeel, Machelen, Meise, Merchtem, Opwijk, Pepingen, Roosdaal, Rhode-Saint-Genèse, Steenokkerzeel, Ternat, Vilvorde, Wemmel, Wezembeek-Oppem, Zaventem et Zemst | Liedekerke    |
| Brabant wallon            | Wallonie           | Brabant wallon      | 5                  | Les 27 communes que compte la province | Wavre         |
| Campine                   | Flandres           | Anvers              | 7                  | Balen, Dessel, Geel, Grobbendonk, Herenthout, Herentals, Hulshout, Herselt, Laakdal, Meerhout, Mol, Olen, Retie, Vorselaar, et Westerlo | Geel          |
| DG                        | Wallonie           | Liège               | 7                  | Les neuf communes que compte la communauté germanophone | Eupen         |
| Dinaphi                   | Wallonie           | Namur               | 12                 | Anhée, Beauraing, Bièvre, Ciney, Dinant, Gedinne, Hamois, Hastière, Havelange, Houyet, Onhaye, Rochefort, Somme-Leuze, Vresse-sur-Semois, Yvoir, Cerfontaine, Couvin, Doische, Florennes, Philippeville, Viroinval et Walcourt | Jemelle       |
| Flandre-Occidentale 1     | Flandres           | Flandre-Occidentale | 11                 | Blankenberghe, Beernem, Bredene, Bruges, Gistel, Le Coq, Ichtegem, Jabbeke, Knokke-Heist, Middelkerke, Oostkamp, Ostende, Oudenburg, Thourout, Zedelghem et Zuyenkerque | Oostkamp      |
| Flandre-Orientale Centre  | Flandres           | Flandre-Orientale   | 14                 | Assenede, Deinze, Destelbergen, Everghem, Gavere, Gand, Laethem-Saint-Martin, Lochristi, Lievegem, Merelbeke-Melle, Nazareth-La Pinte, Oosterzele, Zelzate et Zulte | Gand          |
| Flandre-Orientale Est     | Flandres           | Flandre-Orientale   | 7                  | Berlare, Buggenhout, Termonde, Hamme, Lebbeke, Lokeren et Zele | Termonde      |
| Flandre-Orientale Sud-Est | Flandres           | Flandre-Orientale   | 9                  | Alost, Denderleeuw, Erpe-Mere, Grammont, Haaltert, Laerne, Lede, Lierde, Ninove, Wetteren et Wichelen | Alost         |
| Fluvia                    | Flandres           | Flandre-Occidentale | 14                 | Anzegem, Avelgem, Deerlijk, Harelbeke, Courtrai, Kuurne, Ledeghem, Lendelede, Menin, Espierres-Helchin, Waregem, Wevelgem, Wielsbeke et Zwevegem | Courtrai      |
| Hainaut Centre            | Wallonie           | Hainaut             | 11                 | Binche, Boussu, Braine-le-Comte, Brugelette, Chapelle-lez-Herlaimont, Chièvres, Colfontaine, Dour, Écaussinnes, Enghien, Estinnes, Frameries, Hensies, Honnelles, Jurbise, La Louvière, Le Rœulx, Lens, Manage, Mons, Morlanwelz, Quaregnon, Quévy, Quiévrain, Saint-Ghislain, Seneffe, Silly, Soignies                                              | Cuesmes       |
| Hainaut Est               | Wallonie           | Hainaut             | 5                  | Aiseau-Presles, Anderlues, Beaumont, Charleroi, Châtelet, Chimay, Courcelles, Erquelinnes, Farciennes, Fleurus, Fontaine-l'Évêque, Froidchapelle, Gerpinnes, Ham-sur-Heure-Nalinnes, Les Bons Villers, Lobbes, Merbes-le-Château, Momignies, Montigny-le-Tilleul, Pont-à-Celles, Sivry-Rance et Thuin                                                | Marcinelle    |
| HEMECO                    | Wallonie           | Liège               | 2                  | Amay, Anthisnes, Clavier, Comblain-au-Pont, Ferrières, Hamoir, Héron, Huy, Marchin, Modave, Nandrin, Ouffet, Tinlot, Villers-le-Bouillet et Wanze | Huy           |
| Hesbaye                   | Wallonie           | Liège               | 2                  | Berloz, Braives, Burdinne, Donceel, Faimes, Geer, Hannut, Lincent, Oreye, Remicourt, Verlaine, Waremme et Wasseiges | Hannut        |
| Liège 2 IILE-SRI          | Wallonie           | Liège               | 7                  | Ans, Awans, Bassenge, Beyne-Heusay, Chaudfontaine, Crisnée, Engis, Esneux, Fexhe-le-Haut-Clocher, Flémalle, Fléron, Grâce-Hollogne, Herstal, Juprelle, Liège, Neupré, Oupeye, Saint-Georges-sur-Meuse, Saint-Nicolas, Seraing et Visé | Liège         |
| Limbourg Est              | Flandres           | Limbourg            | 9                  | As, Bilzen-Hoeselt, Dilsen-Stokkem, Genk, Houthalen-Helchteren, Kinrooi, Lanaken, Maaseik, Maasmechelen, Oudsbergen, Riemst, Fourons et Zutendaal | Genk          |
| Limbourg Nord             | Flandres           | Limbourg            | 4                  | Bocholt, Bourg-Léopold, Bree, Hamont-Achel, Hechtel-Eksel, Lommel, Peer et Pelt | Lommel        |
| Limbourg Sud-ouest        | Flandres           | Limbourg            | 8                  | Alken, Beringen, Diepenbeek, Gingelom, Halen, Hasselt, Heers, Herck-la-Ville, Herstappe, Heusden-Zolder, Lummen, Nieuwerkerken, Saint-Trond, Tessenderlo-Ham, Tongres-Looz, Wellen et Zonhoven | Hasselt       |
| Luxembourg                | Wallonie           | Luxembourg          | 17                 | Les 43 communes que compte la province | Arlon         |
| Meetjesland               | Flandres           | Flandre-Orientale   | 4                  | Aalter, Eeklo, Kaprijke, Maldeghem et Saint-Laurent | Eeklo         |
| Midwest                   | Flandres           | Flandre-Occidentale | 17                 | Ardooie, Dentergem, Hooglede, Ingelmunster, Izegem, Lichtervelde, Moorslede, Oostrozebeke, Pittem, Roulers, Staden, Tielt et Wingene | Roulers       |
| Nage                      | Wallonie           | Namur               | 4                  | Assesse, Andenne, Éghezée, Fernelmont, Gembloux, Gesves, La Bruyère, Namur, Ohey et Profondeville | Jambes        |
| Rand                      | Flandres           | Anvers              | 19                 | Boechout, Brasschaat, Brecht, Edegem, Essen, Hove, Kalmthout, Kapellen, Kontich, Lint, Malle, Mortsel, Ranst, Schilde, Schoten, Stabroek, Wommelgem, Wuustwezel, Zandhoven et Zoersel | Brasschaat    |
| Rivierenland              | Flandres           | Anvers              | 15                 | Aartselaar, Berlaar, Bonheiden, Boom, Bornem, Duffel, Heist-op-den-Berg, Hemiksem, Lierre, Malines, Niel, Nijlen, Putte, Puers-Saint-Amand, Rumst, Schelle, Wavre-Sainte-Catherine et Willebroeck | Malines       |
| SIAMU                     | Bruxelles-Capitale | -                   | 8                  | Les 19 communes que compte la région | Bruxelles     |
| Toxandrie                 | Flandres           | Anvers              | 13                 | Arendonk, Baerle-Duc, Beerse, Hoogstraten, Kasterlee, Lille, Merksplas, Ravels, Rijkevorsel, Turnhout, Vieux-Turnhout et Vosselaar | Turnhout      |
| Vesdre - Hoëgne & Plateau | Wallonie           | Liège               | 8                  | Aubel, Baelen, Blégny, Dalhem, Dison, Herve, Jalhay, Limbourg, Olne, Pépinster, Plombières, Soumagne, Spa, Sprimont, Theux, Thimister-Clermont, Trooz, Verviers et Welkenraedt | Verviers      |
| Val de Sambre             | Wallonie           | Namur               | 3                  | Floreffe, Fosses-la-Ville, Jemeppe-sur-Sambre, Mettet, Sambreville et Sombreffe | Sambreville   |
| Waasland                  | Flandres           | Flandre-Orientale   | 9                  | Beveren-Kruibeke-Zwijndrecht, Saint-Gilles-Waes, Saint-Nicolas, Stekene, Tamise et Waasmunster | Saint-Nicolas |
| Wallonie picarde          | Wallonie           | Hainaut             | 7                  | Antoing, Ath, Belœil, Bernissart, Brunehaut, Celles, Comines-Warneton, Ellezelles, Estaimpuis, Flobecq, Frasnes-lez-Anvaing, Lessines, Leuze-en-Hainaut, Mont-de-l'Enclus, Mouscron, Pecq, Péruwelz, Rumes et Tournai | Orcq          |
| Warche-Amblève-Lienne     | Wallonie           | Liège               | 5                  | Aywaille, Lierneux, Malmedy, Stavelot, Stoumont, Trois-Ponts et Waimes | Trois-Ponts   |
| Westhoek                  | Flandres           | Flandre-Occidentale | 22                 | Alveringem, Coxyde, Dixmude, Furnes, Heuvelland, Houthulst, Koekelare, Kortemark, La Panne, Langemark-Poelkapelle, Lo-Reninge, Messines, Nieuport, Poperinge, Vleteren, Wervik, Ypres et Zonnebeke | Coxyde        |

### Textes de loi
- Loi du 15 mai 2007 concernant la réforme de la sécurité civile belge[1].
- Loi du 22 janvier 2007 concernant la création du Centre fédéral de Connaissances pour la Sécurité civile (Moniteur belge du 21 février 2007)[10]
- Arrêté royal du 28 mars 2007 relatif à un Centre fédéral de Connaissances pour la Sécurité civile[11].
- Arrêté royal du 2 février 2009 déterminant la délimitation territoriale des zones de secours [12].